# Massimo Mauro
Massimo Mauro (* 24. Mai 1962 in Catanzaro, Italien) ist ein ehemaliger italienischer Fußballspieler und -funktionär und heutiger Politiker und TV-Kommentator.

## Fußballkarriere
Massimo Mauro begann seine Profikarriere beim Klub seiner Heimatstadt, der US Catanzaro, für die er am 27. April 1980, beim 0:3 gegen den AC Mailand unter Trainer Carlo Mazzone sein Serie-A-Debüt feierte. In den folgenden beiden Spielzeiten war Mauro, im Alter von noch nicht einmal 20 Jahren, Stammspieler für Catanzaro in der höchsten italienischen Spielklasse und konnte mit dem kalabresischen Klub jeweils einstellige Tabellenpositionen erreichen.
Im Sommer 1982 wechselte Massimo Mauro, der meist als Flügelspieler eingesetzt wurde, nach Norditalien zu Udinese Calcio. Dort war er in den folgenden drei Jahren wiederum Stammkraft und spielte unter anderem an der Seite des Brasilianers Zico, einem Superstar der damaligen Zeit. 1985 folgte sein Wechsel zu Juventus Turin, wo er mit Michel Platini einen anderen absoluten Weltklassespieler zum Mannschaftskameraden hatte. Bei Juve gewann er unter Trainer Giovanni Trapattoni in seiner ersten Spielzeit auf Anhieb Weltpokal und den Scudetto. Die folgenden drei Spielzeiten verliefen für Mauro beim Rekordmeister weniger erfolgreich. Im Jahr 1988 nahm er mit der italienischen Olympiaauswahl an den Olympischen Sommerspielen in Seoul teil und verpasste dabei, nach dem 0:3 im Spiel um Platz drei gegen Deutschland, nur knapp eine Medaille.
Zur Saison 1989/90 ging Massimo Mauro zum SSC Neapel. Dort gewann er, an der Seite von Größen wie Diego Maradona, Careca oder Gianfranco Zola, wiederum sofort die Meisterschaft. In den folgenden drei Jahren kam Mauro nicht mehr so oft zum Einsatz. Am Ende der Spielzeit 1992/93 beendete er, nach 307 Serie-A-Partien mit 14 Toren, seine Profilaufbahn.

### Erfolge
- Weltpokal: 1985 (mit Juventus Turin)
- Italienische Meisterschaft: 1985/86 (mit Juventus Turin), 1989/90 (mit der SSC Neapel)
- Italienischer Supercup: 1990 (mit der SSC Neapel)

## Leben nach dem Fußball
Nach dem Ende seiner Profikarriere wechselte Massimo Mauro in die Politik. 1996 wurde er als Kandidat des Mitte-links-Bündnisses L’Ulivo in Kalabrien in die Camera dei deputati, eine der beiden Parlamentskammern der italienischen Republik, gewählt.
Von Oktober 1997 bis Juli 1999 war er Präsident des Fußballklubs CFC Genua.
Im Mai 2006 kandidierte Massimo Mauro bei der Turiner Kommunalwahl für L’Ulivo und wurde in den Stadtrat gewählt. Außerdem arbeitet er für die TV-Plattform Sky Italia als Kommentator.

## Trivia
- Massimo Mauro ist der einzige Fußballer, der in seiner Karriere mit Zico, Platini und Maradona zusammenspielte. Deshalb trägt seine im Jahr 2001 erschienenes Buch den Titel „Ho giocato con tre geni“ („Ich habe mit drei Genies gespielt“).
- Im November 2004 gründete er zusammen mit Gianluca Vialli die Fondazione Vialli e Mauro per la ricerca e lo sport, eine Stiftung, die durch die Veranstaltung sportlicher Aktivitäten, Geld für medizinische Forschungsprojekte sammelt.